# Сом мішкозябровий
Сом мішкозябровий (Heteropneustes fossilis) — вид прісноводних риб ряду Сомоподібних, що мешкає в Південно-Східній Азії. Утримується в акваріумах.

## Поширення
Зустрічається у прісних водоймах Шрі-Ланки, Індії, Бірми, Лаосу, Таїланду та В'єтнаму.

## Опис

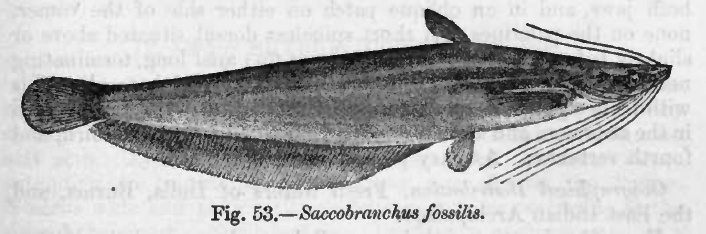
Рисунок сома мішкозябрового

Тіло видовжене та дещо сплющене з боків, під час плавання змієподібно звивається. Живіт округлий. Голова загострена, невелика з 4 парами довгих вус, спрямованих уперед. Анальний плавець довгий, інші невеликі, заокруглені. На спинному та грудних плавцях розташовані шипи, що містять отруту. Їхні уколи дуже болючі та нагадують укус бджоли. По боках від зябрових кришок і до хвоста розміщені додаткові органи дихання у вигляді циліндричних мішків (завдяки ним сом може зариватися в мул або залишати воду). Тіло й плавники цього сома можуть бути забарвлені в чорний колір, сіро-коричневий, оливково-коричневий відтінок, зустрічається також альбіносна форма. Статеві відмінності: самець дрібніший та стрункіший за самку. У природі виростає до 70 см, в акваріумі — до 35 см завдовжки. Тривалість життя близько 10 років.

## Утримання та розведення в акваріумі
Мішкозябровий сом — хижак, тому утримувати його краще у видовому акваріумі або разом з іншими крупними за розмірами рибами. Активність починає проявляти з настанням сутінок, у денний час ховається в різноманітних місцях.
Для утримання рекомендується закритий акваріум об'ємом від 150 літрів з різноманітними укриттями (корчі, печери), який зарослий рослинами та має вільне місце для плавання. Освітлення розсіяне. Ґрунт — дрібна галька. Параметри води: твердість до 20°, pH 6,5—7,5, температура 21—25 °C. Необхідна постійна фільтрація, аерація та щотижнева заміна води до 25 % об'єму.
В їжу вживає будь-який тваринний корм.
Для розведення потрібний акваріум довжиною не менше 60 см з укриттями, 2—3 кущами рослин та рівнем води не більше 20 см. Параметри води: твердість до 10°, рН 7,0, температура 24—28 °C. Розводять цей вид сомів із застосуванням гіпофізарних ін'єкцій. Самка відкладає до 10000 клейких зеленуватих ікринок з червоним ядром діаметром 2—3 мм. Інкубаційний період триває добу. Ще через 3—4 дні мальки починають плавати та живитись.
Статевої зрілості досягають у віці 8—10 місяців.